# Clubiona katioryza
Clubiona katioryza là một loài nhện trong họ Clubionidae.
Loài này thuộc chi Clubiona. Clubiona katioryza được Alberto Barrion & James A. Litsinger miêu tả năm 1995.